# Deutzen
Deutzen est une ancienne commune de Saxe (Allemagne), située dans l'arrondissement de Leipzig, dans le district de Leipzig qui fait partie de la commune de Neukieritzsch depuis 2014.